# انيمورفس: شاريد ريالتي
انيمورفس: شاريد ريالتي (بالإنجليزية: Animorphs: Shattered Reality)‏ ، هي لعبة فيديو من نوع أكشن ومنصات، أنتجت عام 2000م، وهي قصة فئة من البشر يتحول إلى حيوانات مفترسة للدفاع عن أنفسهم من الهجوم في الغابة والكهوف.

## وصلات خارجية
- Shattered Reality at IGN
- Shattered Reality on GameSpot
- انيمورفس: شاريد ريالتي على موقع IMDb (الإنجليزية)